# Tournoi de clôture du championnat de Colombie de football 2018
Navigation
Tournoi précédent Tournoi suivant
Le tournoi de clôture de la saison 2018 du Championnat de Colombie de football est le deuxième tournoi de la soixante-et-onzième édition du championnat de première division professionnelle en Colombie. Les vingt meilleures équipes du pays disputent le championnat semestriel qui se déroule en deux phases :
- lors de la phase régulière, les équipes s'affrontent une fois plus une rencontre face à une formation du même secteur géographique.
- la phase finale du tournoi Ouverture se joue sous forme de coupe, avec quarts, demis et finale en matchs aller-retour.

C'est l'Atlético Junior qui remporte le tournoi après avoir battu l'Independiente Medellin lors de la finale. C'est le huitième titre de champion de Colombie de l'histoire du club.

## Les clubs participants
- Club Independiente Santa Fe
- CD Los Millonarios
- Envigado FC
- Deportes Tolima
- Once Caldas
- Independiente Medellin
- América de Cali
- Rionegro Águilas
- Jaguares de Córdoba Fútbol Club
- Leones FC - Promu de Torneo Aguila
- Atlético Nacional
- Atlético Huila
- Patriotas FC
- Alianza Petrolera
- Deportivo Pasto
- Boyacá Chicó - Promu de Torneo Aguila
- Atlético Bucaramanga
- Deportivo Cali
- Atlético Junior
- CD La Equidad

## Compétition
Le barème utilisé pour établir l'ensemble des classements est le suivant :
- Victoire : 3 points
- Match nul : 1 point
- Défaite : 0 point

### Phase régulière

#### Classement
| Rang | Équipe                 | Pts | J  | G  | N | P  | Bp | Bc | Diff |
| ---- | ---------------------- | --- | -- | -- | - | -- | -- | -- | ---- |
| 1    | Deportes TolimaT       | 39  | 19 | 12 | 3 | 4  | 34 | 22 | +12  |
| 2    | Once Caldas            | 36  | 19 | 10 | 6 | 3  | 25 | 16 | +9   |
| 3    | CD La Equidad          | 36  | 19 | 11 | 3 | 5  | 22 | 14 | +8   |
| 4    | Atlético Bucaramanga   | 35  | 19 | 11 | 2 | 6  | 25 | 20 | +5   |
| 5    | Independiente Medellín | 34  | 19 | 9  | 7 | 3  | 29 | 19 | +10  |
| 6    | Atlético Junior        | 32  | 19 | 9  | 5 | 5  | 32 | 17 | +15  |
| 7    | Rionegro Águilas       | 32  | 19 | 9  | 5 | 5  | 21 | 19 | +2   |
| 8    | Independiente Santa Fe | 31  | 19 | 8  | 7 | 4  | 27 | 13 | +14  |
| 9    | Atlético Nacional      | 30  | 19 | 8  | 6 | 5  | 27 | 20 | +7   |
| 10   | Deportivo Cali         | 29  | 19 | 8  | 5 | 6  | 19 | 15 | +4   |
| 11   | Los Millonarios FC     | 25  | 19 | 6  | 7 | 6  | 23 | 23 | 0    |
| 12   | América de Cali        | 25  | 19 | 6  | 7 | 6  | 19 | 20 | -1   |
| 13   | Envigado FC            | 20  | 19 | 5  | 5 | 9  | 20 | 28 | -8   |
| 14   | Boyacá Chicó           | 20  | 19 | 5  | 5 | 9  | 19 | 28 | -9   |
| 15   | Patriotas FC           | 20  | 19 | 5  | 5 | 9  | 17 | 26 | -9   |
| 16   | Alianza Petrolera      | 19  | 19 | 6  | 1 | 12 | 22 | 33 | -11  |
| 17   | Atlético Huila         | 18  | 19 | 4  | 6 | 9  | 13 | 22 | -9   |
| 18   | Deportivo Pasto        | 15  | 19 | 3  | 6 | 10 | 11 | 21 | -10  |
| 19   | Jaguares de Córdoba    | 14  | 19 | 3  | 5 | 11 | 13 | 29 | -16  |
| 20   | Leones FC              | 9   | 19 | 1  | 6 | 12 | 15 | 28 | -13  |

|  | Qualification pour la phase finale  |
|  | T : Tenant du titre P : Promu de D2 |

### Phase finale
|  | Quarts de finale            | Quarts de finale            | Quarts de finale       | Quarts de finale       |                        |                        | Demi-finales | Demi-finales | Demi-finales | Demi-finales |  |  | Finale | Finale | Finale | Finale |
|  |                             |                             |                        |                        |                        |                        |              |              |              |              |  |  |        |        |        |        |
|  |                             |                             |                        |                        |                        |                        |              |              |              |              |  |  |        |        |        |        |
|  |                             |                             |                        |                        |                        |                        |              |              |              |              |  |  |        |        |        |        |
|  | Deportes Tolima             | Deportes Tolima             | 2                      | 0(4)                   |                        |                        |              |              |              |              |  |  |        |        |        |        |
|  | Deportes Tolima             | Deportes Tolima             | 2                      | 0(4)                   |                        |                        |              |              |              |              |  |  |        |        |        |        |
|  | Club Independiente Santa Fe | Club Independiente Santa Fe | 1                      | 1(3)                   |                        |                        |              |              |              |              |  |  |        |        |        |        |
|  | Club Independiente Santa Fe | Club Independiente Santa Fe | 1                      | 1(3)                   | Deportes Tolima        | Deportes Tolima        | 2            | 0            |              |              |  |  |        |        |        |        |
|  |                             |                             |                        |                        | Deportes Tolima        | Deportes Tolima        | 2            | 0            |              |              |  |  |        |        |        |        |
|  |                             |                             | Independiente Medellín | Independiente Medellín | 2                      | 2                      |              |              |              |              |  |  |        |        |        |        |
|  | Atlético Bucaramanga        | Atlético Bucaramanga        | Independiente Medellín | Independiente Medellín | 2                      | 2                      | 0            | 2            |              |              |  |  |        |        |        |        |
|  | Atlético Bucaramanga        | Atlético Bucaramanga        |                        |                        |                        |                        |              | 2            |              |              |  |  |        |        |        |        |
|  | Independiente Medellín      | Independiente Medellín      | 3                      | 0                      |                        |                        |              |              |              |              |  |  |        |        |        |        |
|  | Independiente Medellín      | Independiente Medellín      | 3                      | 0                      | Independiente Medellín | Independiente Medellín | 1            | 3            |              |              |  |  |        |        |        |        |
|  |                             |                             |                        |                        | Independiente Medellín | Independiente Medellín | 1            | 3            |              |              |  |  |        |        |        |        |
|  |                             |                             | Atlético Junior        | Atlético Junior        | 4                      | 1                      |              |              |              |              |  |  |        |        |        |        |
|  | CD La Equidad               | CD La Equidad               | Atlético Junior        | Atlético Junior        | 4                      | 1                      | 0            | 0            |              |              |  |  |        |        |        |        |
|  | CD La Equidad               | CD La Equidad               |                        |                        |                        |                        |              |              |              |              |  |  |        |        |        |        |
|  | Atlético Junior             | Atlético Junior             | 1                      | 0                      |                        |                        |              |              |              |              |  |  |        |        |        |        |
|  | Atlético Junior             | Atlético Junior             | 1                      | 0                      | Atlético Junior        | Atlético Junior        | 3            | 1            |              |              |  |  |        |        |        |        |
|  |                             |                             |                        |                        | Atlético Junior        | Atlético Junior        | 3            | 1            |              |              |  |  |        |        |        |        |
|  |                             |                             | Rionegro Águilas       | Rionegro Águilas       | 2                      | 1                      |              |              |              |              |  |  |        |        |        |        |
|  | Once Caldas                 | Once Caldas                 | Rionegro Águilas       | Rionegro Águilas       | 2                      | 1                      | 0            | 1            |              |              |  |  |        |        |        |        |
|  | Once Caldas                 | Once Caldas                 |                        |                        |                        |                        |              | 1            |              |              |  |  |        |        |        |        |
|  | Rionegro Águilas            | Rionegro Águilas            | 1                      | 1                      |                        |                        |              |              |              |              |  |  |        |        |        |        |
|  | Rionegro Águilas            | Rionegro Águilas            | 1                      | 1                      |                        |                        |              |              |              |              |  |  |        |        |        |        |
|  |                             |                             |                        |                        |                        |                        |              |              |              |              |  |  |        |        |        |        |

### Classement Cumulé
| Rang | Équipe                          | Pts | J  | G  | N  | P  | Bp | Bc | Diff |
| ---- | ------------------------------- | --- | -- | -- | -- | -- | -- | -- | ---- |
| 1    | Independiente Medellín          | 86  | 48 | 25 | 11 | 12 | 75 | 54 | +21  |
| 2    | Deportes TolimaOuv              | 85  | 48 | 25 | 10 | 13 | 66 | 46 | +20  |
| 3    | Atlético NacionalC              | 79  | 44 | 22 | 13 | 9  | 54 | 33 | +21  |
| 4    | Atlético JuniorClo              | 74  | 46 | 20 | 14 | 12 | 63 | 42 | +21  |
| 5    | Once Caldas                     | 67  | 42 | 19 | 10 | 13 | 53 | 47 | +6   |
| 6    | CD La Equidad                   | 62  | 40 | 17 | 11 | 12 | 41 | 31 | +10  |
| 7    | Rionegro Águilas                | 62  | 42 | 16 | 14 | 12 | 44 | 46 | -2   |
| 8    | Deportivo Cali                  | 61  | 40 | 18 | 7  | 15 | 46 | 34 | +12  |
| 9    | Atlético Bucaramanga            | 61  | 40 | 18 | 7  | 15 | 49 | 47 | +2   |
| 10   | Club Independiente Santa Fe     | 59  | 40 | 16 | 11 | 13 | 49 | 34 | +15  |
| 11   | Atlético Huila                  | 52  | 42 | 13 | 13 | 16 | 34 | 35 | -1   |
| 12   | CD Los Millonarios              | 51  | 38 | 13 | 12 | 13 | 42 | 41 | +1   |
| 13   | Patriotas FC                    | 51  | 40 | 13 | 12 | 15 | 35 | 45 | -10  |
| 14   | América de Cali                 | 47  | 38 | 12 | 10 | 15 | 41 | 51 | -10  |
| 15   | Envigado FC                     | 46  | 38 | 12 | 10 | 16 | 39 | 47 | -8   |
| 16   | Alianza Petrolera               | 42  | 38 | 12 | 6  | 20 | 46 | 59 | -13  |
| 17   | Jaguares de Córdoba Fútbol Club | 39  | 38 | 10 | 9  | 19 | 29 | 52 | -23  |
| 18   | Boyacá ChicóP                   | 36  | 38 | 9  | 9  | 20 | 35 | 60 | -25  |
| 19   | Deportivo Pasto                 | 35  | 38 | 8  | 11 | 19 | 26 | 40 | -14  |
| 20   | Leones FCP                      | 22  | 38 | 3  | 13 | 22 | 28 | 51 | -23  |

|  | Qualification pour la Copa Libertadores 2019                                                                                 |
|  | Qualification pour la Copa Sudamericana 2019                                                                                 |
|  | Relégation directe en Torneo Aguila                                                                                          |
|  | Ouv : Vainqueur du tournoi Ouverture 2018 Clo : Vainqueur du tournoi Clôture 2018 C : Vainqueur de la Coupe de Colombie 2018 |

- La relégation est décidée en faisant la moyenne des points obtenus lors des trois dernières saisons (2016, 2017 et 2018). Les deux clubs les moins performants sont relégués en Primera B.

## Bilan de la saison
| Championnat de Colombie de football 2018 |                                                           |
| Champion                                 | Atlético Junior (8e titre)                                |
| Coupes et trophées                       |                                                           |
| Vainqueur de la Coupe de Colombie 2018   | Atlético Nacional                                         |
| Qualifications continentales             |                                                           |
| Copa Libertadores 2019                   | Deportes Tolima Atlético Junior                           |
| Copa Libertadores 2019                   | Independiente Medellín Atlético Nacional                  |
| Copa Sudamericana 2019                   | Once Caldas CD La Equidad Rionegro Águilas Deportivo Cali |
| Promotions et relégations                |                                                           |
| Promus en Primera A                      | Cúcuta Deportivo                                          |
| Promus en Primera A                      | Asociación Deportiva Unión Magdalena                      |
| Relégués en Primera B                    | Boyacá Chicó Fútbol Club                                  |
| Relégués en Primera B                    | Leones FC                                                 |